# 卓爾哲·馬爾提諾維奇事件
卓爾哲·馬爾提諾維奇事件指的是1985年5月，一名居住於南斯拉夫社會主義聯邦共和國科索沃社會主義自治省的塞爾維亞族農夫，卓爾哲·馬爾提諾維奇（1929年-2000年9月6日）由於肛門中被插入一枚玻璃瓶而導致受傷送醫的事件。這起事件在經過媒體的廣泛報道之後，於南斯拉夫國內引發了巨大的政治爭議。雖然此事的真相在事發多年後已無從知曉，但它在事實上激化了科索沃地區乃至整個南斯拉夫國內阿爾巴尼亞人和塞爾維亞人之間的民族矛盾，為之後的南斯拉夫解體和科索沃戰爭等一系列事件埋下了禍根。

## 事發
1985年5月1日，居住在格尼拉內的56歲塞爾維亞人農夫卓爾哲·馬爾提諾維奇來到了當地的一家醫院，想讓醫生幫忙取出其肛門中的一枚已破損的玻璃瓶。就醫時馬爾提諾維奇聲稱他是在田間幹活的時候，被兩名講阿爾巴尼亞語的男子襲擊而遭此噩運。但在之後接受南斯拉夫人民軍一名上校的偵訊調查時，他又改口說當初是出於自慰的目的而將瓶子插入肛門的。在官方的調查意見中，採用的是檢察人員所作的書面報告中的調查結果，即“這次事件中傷者的受傷原因是其在自家的田裡實行‘自我滿足’的行為，他將一根木棍插在地上，並將一個啤酒瓶倒插在木棍的頂端，然後‘坐在瓶子上並感到愉悅’。”隨後格尼拉內的地方管理部門也發表聲明，聲稱馬爾提諾維奇的受傷是一次“由其自身的（性）行為所導致的偶發性事件”。
為了進一步調查此事，馬爾提諾維奇在隨後被轉往貝爾格勒的軍事醫學院進行詳細檢查，但進行此檢查的醫療小組卻得出了“憑藉自力無法造成此種傷害”的結論。該小組由5名醫師組成，其中包括2名來自貝爾格勒的醫師，1名來自盧比安納的醫師，1名來自札格瑞布的醫師和1名來自史高比耶的醫師。他們得出結論認為，這次受傷“是由於將500毫升的玻璃瓶在一個強大而突然的外力下塞入肛門而導致的，瓶底已深入直腸”，而且“有極大可能性是由2人或2人以上所為”，並不太可能是由馬爾提諾維奇自己所造成的。
1個月後，由斯洛維尼亞著名內科醫師雅內斯·米爾欽司基（Janez Milčinski）所領導的委員會開始對傷情進行二次診斷。米爾欽司基的小組所得出的結論是：馬爾提諾維奇在用木棍頂端的玻璃瓶自慰時，不慎失去平衡而導致玻璃瓶由於體重影響深入肛門並破損。另外，南斯拉夫的秘密警察和軍隊的情報部門也分別發佈報告，認為此事件由馬爾提諾維奇本人引發的可能性較大。
馬爾提諾維奇隨後推翻了自己之前的供述，宣稱當時所作的關於自慰云云的證詞是在經過3個小時的逼問之後，因為擔心自己的子女會被解僱而迫不得已作出的。他的兒子也在隨後告訴媒體，馬爾提諾維奇之所以被襲擊僅僅是因為他是一名塞爾維亞人：“我的朋友們都說這件事是大阿爾巴尼亞主義的支持者為了報復而實行的……他們只是要找一個塞爾維亞人下手，而並不關心受害者究竟是誰”。
最終，南斯拉夫聯邦和塞爾維亞社會主義共和國當局並沒有對此事件進行立案。甚至在1989年塞爾維亞撤銷了科索沃的自治權以後，也從未對當時可能襲擊了馬爾提諾維奇的嫌疑人進行搜索調查。

## 各方反應
馬爾提諾維奇事件在塞爾維亞的媒體上引發了前所未有的民族主義論調以及反對阿爾巴尼亞人的狂潮。由於南斯拉夫聯邦是一個多民族國家，因此在過去的很長一段時期內，南斯拉夫的社會主義政權都將公開表現民族主義思想視為政治禁忌，而且南斯拉夫的媒體也從未間斷對民族主義思想的貶低與駁斥。但是此次事件打破了這一禁忌，從此之後南斯拉夫國內的民族主義思想不斷崛起和蔓延，並最終導致了1991年的南斯拉夫解體。
塞爾維亞報紙《政治報》（Politika）所登載的一篇文章指出：因為馬爾提諾維奇曾經拒絕將他的土地賣給當地的一個阿爾巴尼亞人家庭，所以對方的親屬襲擊了馬爾提諾維奇。從當時塞爾維亞國內的政治氛圍來看，此種猜測也並不是沒有道理。因為當時在科索沃境內的確有一些阿爾巴尼亞人為了獲得塞爾維亞人的土地而將他們驅離科索沃，造成本來在科索沃就是少數民族的塞爾維亞人的比例進一步下降。
同時，此事也催生了許多將阿爾巴尼亞人與鄂圖曼土耳其人進行類比的文藝創作，譬如將此事譬喻成穿刺酷刑的詩作：
以破碎的瓶子

於木棒之上

如貫穿一般

羔羊

卻仍未死去

他們穿透了卓爾哲·馬爾提諾維奇

他們殘暴地蹂躪，為了他們子孫的田地

沒有了鴉片與痛苦

輪到了卓爾哲·馬爾提諾維奇

正如久遠的過去

土耳其人的時代

從木棒上蘇醒。
穿刺之刑是鄂圖曼帝國最為殘酷的刑罰之一，並且在塞爾維亞國內已化為對那段黑暗時期的隱喻，因而這種類比使得馬爾提諾維奇事件對社會所造成的衝擊性更為強烈。克羅埃西亞裔的美國社會學家斯提耶潘·加布里埃爾·梅施特洛維奇（Stjepan Gabriel Meštrović）曾作出以下評論：
（塞爾維亞人的）所有傳說，文化，以及民族傳統和民謠中都或多或少地存在“以長棒行穿刺之刑”這一意象。長達5個世紀的歷史現實以及由此產生的那些傳說，都使得穿刺之刑已經變成了民族傳統中對土耳其人的壓迫統治表現恐懼的一個核心要素，而這次的事件恰好與穿刺之刑具有高度的類似性。因此，馬爾提諾維奇事件可以說是在普通塞爾維亞民眾的心目中，提供了一個將阿爾巴尼亞人與“土耳其人”劃上等號的充分理由。
 — 斯提耶潘·加布里埃爾·梅施特洛維奇（Stjepan Gabriel Meštrović）
另一方面，此事件也被拿來與塞爾維亞人或者基督教徒在歷史上受到的各種苦難作類比。在一部分人的心目中，馬爾提諾維奇甚至被提昇成為了一個標誌性人物，象徵着“由於遭受到阿爾巴尼亞人（或穆斯林、鄂圖曼土耳其人等）的欺壓而不得不忍耐的塞爾維亞人”。例如，作家布拉納·克仁切維奇（Brana Crnčević）將馬爾提諾維奇事件描述成“一個人的亞塞諾瓦茨”。畫家米查·波波維奇（Mića Popović）以西班牙畫家何塞·德·里貝拉（Jusepe de Ribera）的《聖斐理伯的殉教》為藍本創作了一幅巨大的畫作，描繪了一群戴著穆斯林花帽的阿爾巴尼亞人將馬爾提諾維奇吊在木質十字架上，其中一名阿爾巴尼亞人手中還拿著一隻玻璃瓶的情景。在一封由多名塞爾維亞人知識份子署名的請願書中，他們寫道：“發生在卓爾哲·馬爾提諾維奇身上的事件已經變成了所有居住在科索沃的塞爾維亞人的事情。”3年後，一些塞爾維亞婦女在塞爾維亞國會大樓門前遊行抗議，要求國會撤銷科索沃的自治權，宣稱“在我們的兄弟同胞被銳利的棍棒刺穿之後，我們已無法再繼續保持沈默……”
塞爾維亞作家協會也開始探討馬爾提諾維奇事件。在1985年6月16日召開的會議上，協會成員們探討的幾乎全是這一話題。文學批評家佐蘭·格魯施切維奇（Zoran Gluščević）將在科索沃的塞爾維亞人所面臨的狀況形容為“與第二次世界大戰時期所經歷過的法西斯統治一樣令人不寒而慄”。在回顧了19世紀法國的德雷福斯事件以及在那次事件中埃米爾·左拉等作家所作出的貢獻之後，格魯施切維奇呼籲協會必須採取行動來保護馬爾提諾維奇。他的這一提案獲得多數票通過，隨後協會發表了一封公開信，要求塞爾維亞國會成立專門的委員會來對這一事件進行調查。另一名塞爾維亞人作家多布里察·喬西奇則專門為科索沃的塞爾維亞人成立了一個叫做“協助到底”的組織，欲幫助馬爾提諾維奇尋找律師，以狀告當時逼迫馬爾提諾維奇作出偽證的政府官員。此外，喬西奇還寫信給時任塞爾維亞總統的伊萬·斯坦鮑利奇以及南斯拉夫聯邦國防部長敘述馬爾提諾維奇的不幸遭遇。
馬爾提諾維奇事件在一些塞爾維亞民族主義者，甚至是知識分子和政治家眼裏，被視為穆斯林嗜好雞姦的具體體現。例如，一名在克羅埃西亞克拉伊納當地頗有影響力的心理醫生，同時也是一名塞爾維亞民族主義運動家約萬·拉施科維奇（Jovan Rašković）就曾表示：“穆斯林的心理發展水平還只停留在肛欲期，所以他們通常具有很強的攻擊性以及對於精確性和整潔的強烈的執著心。”此外，在很多塞爾維亞人的思想中，阿爾巴尼亞人正在迫害塞爾維亞人，而由阿爾巴尼亞人管理的科索沃地方政府卻對此採取睜隻眼閉隻眼的態度。恰巧馬爾提諾維奇事件為他們提供了這樣一個典型的例子。
與塞爾維亞人的看法相反，許多科索沃阿爾巴尼亞人認為馬爾提諾維奇之所以會受傷只是因為他採取不當的自慰方法，正如他在接受調查時所陳述的那樣。現在馬爾提諾維奇出來指責阿爾巴尼亞人完全就是為了掩蓋他自己的這一醜聞，並讓塞爾維亞的民族主義者們有機會表達他們的反阿爾巴尼亞人情緒。還有一部分人認為事件本身的真相還不清楚，反對如一些塞爾維亞人一樣將此事當作塞爾維亞人和阿爾巴尼亞人之間關係的象徵。
在南斯拉夫國內的其他一些地方，當地人開始警惕由此事件導致的塞爾維亞民族主義思想的復活與氾濫。例如在西部的斯洛維尼亞社會主義共和國和克羅埃西亞社會主義共和國，當地的主流看法都認為馬爾提諾維奇事件只不過是一個藉口，塞爾維亞社會主義共和國當局的真正目的是要利用其國內民族主義思想的激化來逼迫南斯拉夫聯邦政府修改憲法，以獲得對其國內兩個自治省的絕對控制權。